# Sally Thomsett
Sally Thomsett (Sussex, Reino Unido, 3 de abril de 1950) es una actriz británica.

## Biografía
Se inicia en el mundo de la interpretación siendo todavía una niña, al participar en la película Seventy Deadly Pills (1964), de Pat Jackson. 
Tras participar en varios títulos de menor envergadura, tanto en cine como en televisión, durante la década de los sesenta, en 1970 rueda The Railway Children, que le valió una nominación a los Premios BAFTA. En la película interpretaba a Phyllis, una niña de once años, cuando la actriz ya había cumplido los 20.
En 1971 interviene en Straw Dogs, dando vida a una atractiva joven que pierde la vida accidentalmente a manos de un deficiente mental.
Sin embargo, el papel por el que se la recuerda incluso más allá de las fronteras de su Inglaterra natal, es el de la ingenua Jo en la popular sitcom Un hombre en casa, que interpretó junto a Richard O'Sullivan y Paula Wilcox entre 1973 y 1976. 
Tras la cancelación de la serie, Thomsett se retiró del mundo de la interpretación.
Está casada con el cantante de ópera Paul Agnew y tienen un hijo.
- Datos: Q2470016